# Прасковьино (Ульяновская область)
Прасковьино — село в Николаевском районе Ульяновской области России. Входит в состав Канадейского сельского поселения.

## География
Село находится в юго-западной части Ульяновской области, в лесостепной зоне, в пределах Приволжской возвышенности, на правом берегу реки Канадейки, к северу от автотрассы М5, на расстоянии примерно 10 километров (по прямой) к востоку-северо-востоку (ENE) от Николаевки, административного центра района. Абсолютная высота — 97 метров над уровнем моря.
Климат
Климат характеризуется как умеренно континентальный, с тёплым летом и умеренно холодной зимой. Среднегодовая температура воздуха — 10 °С. Средняя температура воздуха самого тёплого месяца (июля) — 19,2 °C (абсолютный максимум — 41 °C); самого холодного (января) — −13,3 °C (абсолютный минимум — −48 °C). Продолжительность безморозного периода составляет в среднем 202 дня. Среднегодовое количество атмосферных осадков составляет 455—530 мм, из которых большая часть выпадает в период с апреля по сентябрь. Снежный покров образуется в конце ноября и держится в течение 128 дней.
Часовой пояс
Село Прасковьино, как и вся Ульяновская область, находится в часовой зоне МСК+1. Смещение применяемого времени относительно UTC составляет +4:00.

## История
В 1740 году из села Куроедово выделилось деревня Прасковьино. До 1799 года селом владела Прасковья Кудрявцева.

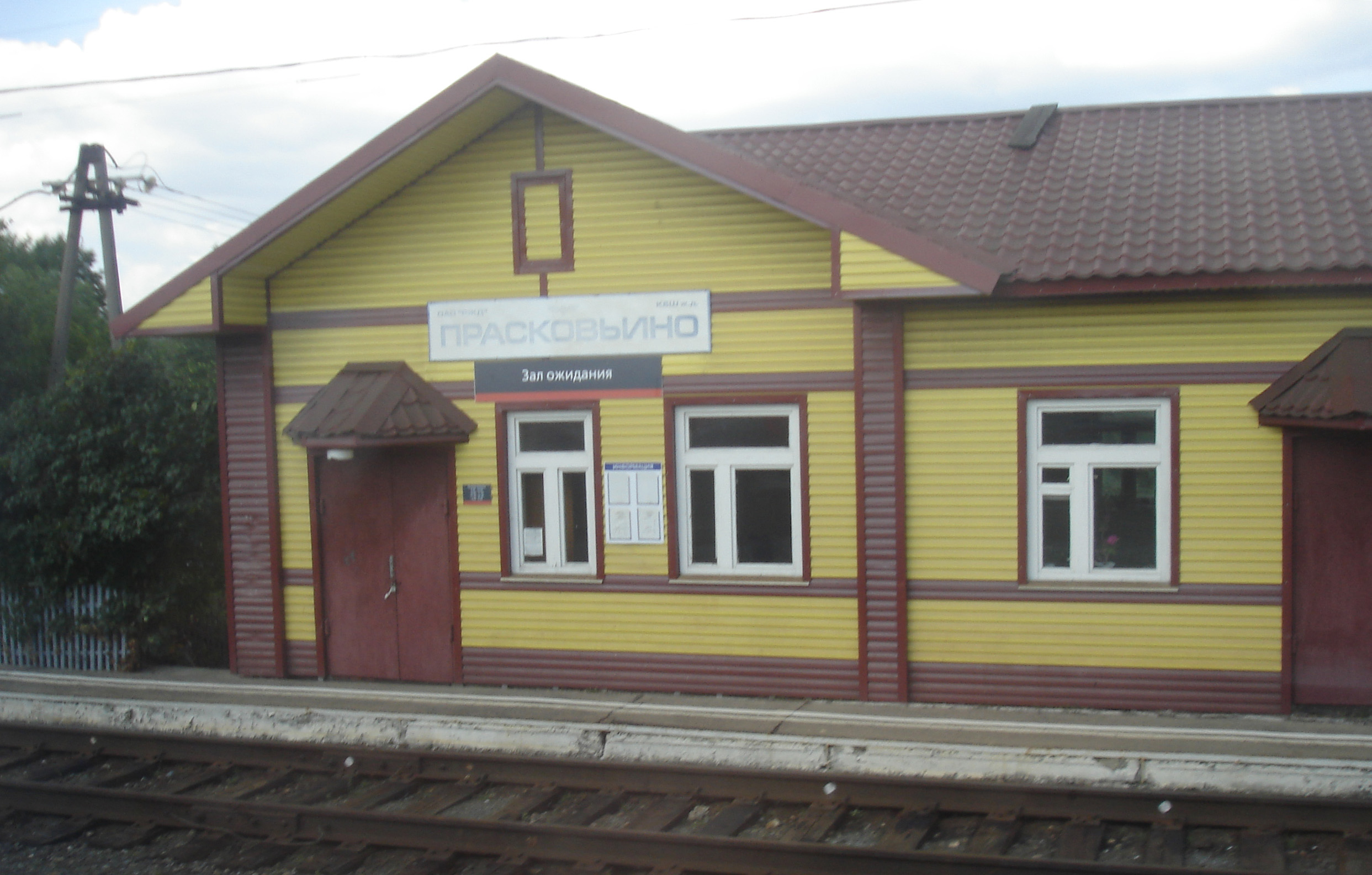
Ж/д станция «Прасковьино».

В 1874 году, в связи со строительством Сызрано-Вяземской железной дороги, была открыта станция «Прасковьино».
В 1913 году в русской деревне было 26 дворов, 166 жителей, станция Сызрано-Моршанской железной дороги.
В 1918 году был создан Прасковьинский сельсовет.
В 1926 году была образована начальная школа. В 1936 году преобразована в 7-летнюю, в 1950 году школа стала с восьмилетним обучением. При школе было открыто вечернее обучение, там обучались дети из близлежащих сёл: Куроедово, Вязовой, Клин, Калиновка, Варваровка, Куроедовские Выселки. В 1965 году школа преобразована в десятилетнюю, при ней открыт интернат, который закрыт в 1992 году (в селах Куроедово и Сухая Терешка открыты средние школы).
В 1930-е годы в сельсовете было организовано несколько колхозов: «12 лет Октября», «Пролетарий», «Красный вяз», «Путь Ленина», им. Чапаева. Из всех колхозов наиболее крупным в экономическом развитии был колхоз «12 лет Октября» (Крутец).
В 1941 году колхоз «12 лет Октября» представлял собой экономически сильное хозяйство. В 1950 году он объединился с соседними колхозами «15 лет Октября» (п. Клин) и «Пролетарий» (Кур. Выселки). Объединённый колхоз получил имя «Искра». В 1960 году колхоз «Искра» вошёл в состав совхоза «Канадейский» в качестве второго отделения.
1 января 1986 года на базе 2-го отделения совхоза «Канадейский» был организован (из земель совхоза «Прогресс» и совхоза «Канадейский») совхоз «Прасковьинский».
В 1993 году совхоз «Прасковьинский» реорганизован в сельскохозяйственный кооператив (СПК).
В 1996 году в селе насчитывалось 331 человек. Здесь  работают школа, Дом культуры, библиотека, фельдшерско – акушерский пункт (ФАП), СПК «Прасковьинский».

## Население
| 2010 |
| ---- |
| 327  |

Национальный состав
Согласно результатам переписи 2002 года, в национальной структуре населения русские составляли 83 % из 331 чел.